# Anastasia Mylopoulou
Anastasia Mylopoulou (griechisch Αναστασία Μυλοπούλου; * im 20. Jahrhundert) ist eine griechische Fußballschiedsrichterin.
Mylopoulou leitet Spiele in der höchsten griechischen Frauenliga Alpha Ethniki Gynekon und seit der Saison 2023/24 auch in der Super League 2, der zweithöchsten Herrenliga. Seit 2022 steht Mylopoulou auf der Liste der FIFA-Schiedsrichter und leitet internationale Fußballpartien. Bei der U-19-Europameisterschaft 2024 in Litauen pfiff Mylopoulou zwei Partien in der Gruppenphase. Zudem leitete Mylopoulou bereits Spiele in der Women’s Nations League, in der Qualifikation zur Women’s Champions League sowie diverse Qualifikations- und Freundschaftsspiele.